# Giuseppe Antonio Brescianello
Giuseppe Antonio Brescianello (* um 1690 in Bologna; † 4. Oktober 1758 in Stuttgart) war ein italienischer Komponist und Violinist.

## Leben
Brescianellos Name findet sich erstmals in einem Dokument von 1715, in dem der Kurfürst von Bayern Max Emanuel ihn in Venedig für seine Münchner Hofkapelle als Violinisten anstellt. Bereits 1716 erhielt er nach dem Tod von Johann Christoph Pez die Stelle als Musikdirektor und als maître des concerts de la chambre am württembergischen Hof in Stuttgart. 1717 wurde er zum Hofkapellmeister ernannt. Im Umfeld der Hofkapelle Stuttgart entstand um 1718 das pastorale Bühnenwerk La Tisbe, das er Herzog Eberhard Ludwig widmete. Brescianello hoffte hierdurch vergebens, dass sein Werk am Stuttgarter Theater aufgeführt würde. In den Jahren von 1719 bis 1721 entbrannte ein heftiger Streit, in dem sich Reinhard Keiser immer wieder vergeblich um Brescianellos Posten bewarb.
1731 wurde Brescianello Oberkapellmeister. Als 1737 finanzielle Schwierigkeiten den Hof belasteten, wurde die Operntruppe aufgelöst und Brescianello verlor seine Stellung. Aus diesem Grund widmete er sich vermehrt der Kompositionstätigkeit. So entstanden seine 12 Concerti e Symphonie Op. 1 und etwas später die 18 Piecen fürs Gallichone. (Gallichone steht hier für den Calichon, ein lautenähnliches Instrument, dessen Stimmung derjenigen der modernen Gitarre ähnelt und das auch als „Colascione“ bezeichnet wird.)
Als sich 1744 die finanzielle Not bei Hofe gemindert hatte, erfolgte Brescianellos Wiedereinstellung als Oberkapellmeister durch den Herzog Carl Eugen vor allem „wegen seiner besonderen Kenntnisse der Musik und hervorragenden Kompetenz“. So leitete er ab 1751 die Hof- und Opernmusik bis zu seiner Pensionierung 1755. Seine Nachfolger waren Ignaz Holzbauer und danach Niccolò Jommelli.

## Werke

### Instrumentalmusik
- Op. 1: 12 Concerti e Symphonie per Violino principale, due Violini, Viola, Violoncello e Clavicembalo (Amsterdam, 1738)
- 12 Concerti a 3, due Violini e Basso (Manuskript)
- etwa 15 Triosonaten in verschiedenen Besetzungen
- 18 Partiten für Calichon (1730)[2]
- 1 Sinfonia a 4
- Sinfonie concertanti, Concerti, Ouverturen

### Vokalmusik
- La Tisbe (Opera pastorale), 1717–18
- Missa solenne (vierstimmig)
- 2 Kantaten Sequir fera che fugge und Core amante di perche